# Camponotus vitreus
Camponotus vitreus é uma espécie de inseto do gênero Camponotus, pertencente à família Formicidae.